# Il vescovo
Il vescovo (The Bishop) è uno sketch del Monty Python's Flying Circus trasmesso nel quarto episodio della seconda serie.
Probabilmente è una satira verso i trailer cinematografici sui film di spionaggio e, forse, il titolo è ispirato alla fiction di spionaggio Il santo.

## Lo sketch
Lo sketch, presentato come un trailer cinematografico, mostra un agente segreto vestito da vescovo (Terry Jones) che, insieme alle sue guardie del corpo (vestiti da preti), cerca di salvare alcuni vicari guidando una Pontiac Firebird.
Il primo vicario (Graham Chapman), nel suo pulpito, in una chiesa dove si sta celebrando il sermone, sta per leggere il testo giornaliero, finché arriva il vescovo urlandogli di non leggerlo, ma è troppo tardi: il vicario ha letto il titolo del testo e il pulpito esplode insieme a lui.
Il secondo vicario (John Cleese) sta battezzando un bambino, finché arriva il vescovo urlandogli di non pronunciare il nome del bambino, ma è troppo tardi: il vicario ha detto il nome del bambino (Francesco Luigi) e sia lui che il bambino esplodono.
Il terzo vicario sta per far sposare due persone, finché arriva il vescovo urlandogli di non toccare la fede, ma è troppo tardi: il vicario ha preso la fede e un peso da sedici tonnellate gli cade sulla testa.
Poi ci sono due campanari (Michael Palin e Graham Chapman) che stanno suonando le campane, ma il primo campanaro, tirando la corda, impicca il secondo campanaro e in quel momento arriva il vescovo e, vedendo che ormai è troppo tardi, se ne va.
Poi, durante un funerale, un cannone apparso da sotto terra spara al prete (Graham Chapman) e in quel momento arriva il vescovo, ma vedendo che ormai è troppo tardi, se ne va.
Infine il vescovo, sentendo le grida di aiuto di un prete (Eric Idle), entra in un condominio e spalanca la porta della stanza e poi, sbattendo il suo bastone sulla scrivania di un uomo (Michael Palin) dice "Fermo dove sei, Ambiguo!" e l'uomo, sorpreso, esclama "Oh, no. Il vescovo!".

## Titoli di coda
Essendo una parodia sui trailer cinematografici, all'inizio dello sketch compaiono alcuni titoli di coda (animazioni di Terry Gilliam) che sono:
"La Anglo-Ecclesiastica film
In associazione con il comitato del catechismo presenta.....
'Il vescovo'
Con il Reverendo E.P. Nesbitt
E per la prima volta sullo schermo: F.B. Gromsby-Urquhart-Wright nella parte de 'La voce di Dio'
Effetti speciali del moderatore della chiesa di Scozia
Diretto dal Prebendario 'Trinciatore' Harris"